# Christmas Interpretations
Christmas Interpretations è un album in studio natalizio del gruppo R&B statunitense Boyz II Men, pubblicato nel 1993.

## Tracce
1. Silent Night (Intro)
2. Let It Snow (featuring Brian McKnight)
3. Share Love
4. You're Not Alone
5. A Joyous Song
6. Why Christmas
7. Cold December Nights
8. Do They Know
9. Who Would Have Thought
10. Silent Night

## Classifiche
| Classifica (1993) | Posizione raggiunta |
| ----------------- | ------------------- |
| Stati Uniti       | 19                  |